# Spermacoce diversistyla
Spermacoce diversistyla är en måreväxtart som beskrevs av Harwood. Spermacoce diversistyla ingår i släktet Spermacoce och familjen måreväxter. Inga underarter finns listade i Catalogue of Life.